# Stazione di Ales
La stazione di Ales era la stazione capolinea della ferrovia Villamar-Ales. Serviva il centro abitato di Ales.

## Storia
La stazione fu edificata negli anni dieci del Novecento per conto della Ferrovie Complementari della Sardegna, concessionaria della linea ferroviaria tra Ales e Villamar in costruzione in quella stessa epoca, venendo inaugurata insieme alla ferrovia il 21 giugno 1915.
Nel secondo dopoguerra la Villamar-Ales venne destinata alla chiusura e alla sostituzione con autolinee, fatto che portò alla cessazione dell'attività ferroviaria nell'impianto a partire dal 5 settembre 1956. L'impianto fu successivamente disarmato e destinato all'impiego come deposito degli autobus delle FCS e delle concessionarie ad esse subentrate, ultima delle quali l'ARST, che ha in uso l'ex stazione dal 2010.

## Strutture e impianti

Vista panoramica della stazione negli anni di attività

La stazione, posta alla periferia meridionale di Ales, era della tipologia di seconda classe delle FCS e si trovava alla progressiva chilometrica 26+241. Completamente disarmata dopo la chiusura della linea per Villamar la struttura negli anni di attività era configurata come scalo di testa e comprendeva complessivamente cinque binari a scartamento da 950 mm: dal binario di corsa si diramava sul lato del fabbricato viaggiatori un tronchino, dotato di prolungamento, che serviva lo scalo merci della stazione che comprendeva anche un magazzino merci. 
Sul lato est invece si diramavano due binari passanti, il più esterno dei quali proseguiva all'interno della rimessa locomotive e dal quale aveva a sua volta origine un tronchino che conduceva alla piattaforma girevole dello scalo. Sempre nella parte est della stazione era posto il rifornitore idrico dell'impianto, costituito da una cisterna metallica posta in cima a una struttura in muratura.
Quasi tutti gli edifici della stazione sono ancora presenti nell'area: oltre al magazzino merci e alla rimessa rotabili l'impianto era dotato di un fabbricato viaggiatori, una costruzione a due piani ed a pianta rettangolare con tetto a falde, avente tre accessi su quello che era il piazzale ferroviario. Le ritirate erano infine ubicate in un piccolo fabbricato non più esistente.

## Movimento
Negli anni in cui fu attivo l'impianto fu servito dalle relazioni, sia passeggeri che merci, espletate dalle Ferrovie Complementari della Sardegna.

## Servizi
La stazione era dotata di una sala d'attesa nel fabbricato viaggiatori e di servizi igienici, ubicati in una costruzione a sé stante.
- Sala d'attesa
- Servizi igienici